# Prewencja kryminalna
Prewencja kryminalna, zapobieganie przestępczości (ang. crime prevention) – “zgodne z prawem działania, bez których byłoby więcej przestępstw, ich ofiar lub suma kosztów materialnych i niematerialnych wynikających z popełnionych przestępstw byłaby wyższa niż po ich zrealizowaniu”.

## Historia
Idea ochrony lub zapobiegania atakom osób trzecich na życie i zdrowie lub własność sięga początkom homo sapiens, jednak koncepcja prewencja kryminalna wymaga wcześniejszej kryminalizacji pewnych czynów ze strony ustawodawcy. Koncepcja zapobiegania przestępstwom sięga pierwszym kodyfikacjom karnym, które miały na celu ograniczenie odwetu, zemsty rodowej osłabiającej władzę instytucjonalną i porządek społeczny, jak np. kodeks Hammurabiego. Przełom stanowiła jednak praca Cesarego Beccarii pt. O przestępstwach i karach (Dei delitti e delle pene 1764, pierwsze polskie wydanie już w 1772 roku), w której przedstawił swój pogląd, że "Lepiej jest zapobiegać przestępstwom niż za nie karać".
Zainteresowanie prewencją kryminalną odżyło w drugiej połowie XX wieku, co było związane m.in. z rewolucją społeczną lat sześćdziesiątych czego przykładem były kolejne komisje oraz inicjatywy prezydenckie w administracjach prezydentów: Lyndona B. Johnsona, Richarda Nixona aż do Billa Clintona, który w 1994 r. przeznaczył 6,1 miliardów dolarów na działania prewencyjne. Największe znaczenie dla współczesnej prewencji kryminalnej ma praca pt. Preventing Crime: What Works, What Doesn't, What's Promising – "raport przygotowany przez międzynarodowy zespół naukowców dla amerykańskiego kongresu raport na temat skuteczności poszczególnych środków prewencji kryminalnej. W jego ramach przeanalizowano ponad pięćset ewaluacji projektów określanych jako prewencyjne w celu zidentyfikowania projektów, których realizacja przyniosła zakładane skutki lub wręcz przeciwnie. Uzasadnieniem zlecenia tego raportu przez Prokuratora Generalnego Stanów Zjednoczonych było sprawdzenie, jak racjonalnie wydawane są trzy miliardy dolarów przeznaczane rocznie przez Departament Sprawiedliwości na realizację programów prewencyjnych." Publikacja ta stanowi początek paradygmatu prewencji kryminalnej opartej na wynikach badań/dowodach naukowych (ang. evidence-based crime prevention).

## Prewencja kryminalna oparta na wynikach badań/dowodach naukowych
Założeniem paradygmatu prewencji kryminalnej opartej na wynikach badań/dowodach naukowych jest odrzucenie intuicji i mądrości ludowych, takich jak np. skuteczność prewencyjna systemów monitoringu wizyjnego (telewizji przemysłowej), lub prostego zwiększenia liczby patroli policyjnych na rzecz (zgodnie z jej nazwą) oparcia się wyłącznie na wynikach badań ewaluacyjnych o wysokiej jakości. W tym celu (jako element raportu Preventing Crime: What Works, What Doesn't, What's Promising) została przygotowana Marylandzka Skala Metod Naukowych (ang. The Maryland Scientific Methods Scale – SMS), która pozwala ustalić jakość metod ewaluacyjnych dla programów prewencyjnych. Jej stopień trzeci uznawany jest za minimum do uznania czy dany program można uznać za skuteczny. Zakłada on wykorzystanie tzw. modelu quasi-eksperymentalnego, w którym – analogicznie do badań skuteczności leków – pomiar wpływu działań prewencyjnych dokonywany jest przed i po interwencji na co najmniej dwóch grupach lub obszarach (w zależności od typu programu) – eksperymentalnym i kontrolnym. Korzystanie z zaproponowanych metod ewaluacji pozwoliło na wyodrębnienie programów o wysokiej skuteczności prewencyjnej, jak również określenie ich opłacalności ekonomicznej poprzez wyliczenie ile kosztuje zapobieganie konkretnemu przestępstwu z wykorzystaniem danej metody. Badania praktyki działań prewencyjnych w miastach prowadzone przez dr. hab. Pawła Waszkiewicza z Katedry Kryminalistyki WPiA UW w jedenastu krajach w latach 2010-2015 uwidoczniły niewielki transfer wiedzy nt. prewencji kryminalnej pomiędzy światem naukowym a praktykami. Większość działań jest podejmowanych ad hoc, bez planu a tym bardziej ich ewaluacji a praktycy kierują się najczęściej intuicją i danymi o anegdotycznej wartości zamiast wynikami jakichkolwiek badań. Zdaniem autora "Do określenia opisanych praktyk właściwe wydaje się porównanie do robienia mikstury leczniczej z intuicyjnie dobranych składników, którego efektów działania nikt nie sprawdza".